# Machaeropterus
Machaeropterus is een geslacht van zangvogels uit de familie manakins (Pipridae).

## Soorten
Het geslacht kent de volgende soorten:
- Machaeropterus deliciosus  –  Stompveermanakin
- Machaeropterus eckelberryi  –  Eckelberry's manakin
- Machaeropterus pyrocephalus  –  Vuurkapmanakin
- Machaeropterus regulus  –  Oostelijke gestreepte manakin
- Machaeropterus striolatus  –  Westelijke gestreepte manakin